# جيمس ميلتون بلاك
جيمس ميلتون بلاك (بالإنجليزية: James Milton Black)‏ هو ملحن أمريكي، ولد في 19 أغسطس 1856، وتوفي في 21 ديسمبر 1938 في ويليامسبورت في الولايات المتحدة.

## وصلات خارجية
- جيمس ميلتون بلاك على موقع IMDb (الإنجليزية)
- جيمس ميلتون بلاك على موقع ميوزك برينز (الإنجليزية)
- جيمس ميلتون بلاك على موقع ديسكوغز (الإنجليزية)